# Ageladas
Ageladas, in italiano noto come Agelada il Giovane, (in greco: Ἀγελάδας; Argo, VI secolo a.C. – V secolo a.C.) è stato uno scultore e bronzista greco antico attivo tra il 520 e il 450 a.C. a Delfi e nel Peloponneso.
La storiografia su Ageladas, in base alla cronologia individuabile attraverso le fonti letterarie, è scissa tra la possibilità di considerare due scultori appartenenti ad una stessa famiglia, il più anziano attivo a partire dal 520 a.C. circa e il più giovane attivo nel 430 a.C., oppure di ritenere non affidabili le date più basse: si tratta del floruit indicato da Plinio al 432 a.C. e della consacrazione di una statua di Eracle Alexikakos nel 430 a.C. (Scoliaste di Aristofane, Le rane, linea 504) che potrebbe essere stata scolpita anteriormente. Nel secondo caso si ammetterebbe l'esistenza di un unico longevo scultore attivo tra il 520 a.C. e il 450 a.C.
La letteratura relativa all'Eracle Alexikakos riproduce la stessa incongruenza cronologica che si riscontra per l'Apollo Alexikakos di Calamide: entrambe le statue potrebbero essere state create per una epidemia avvenuta ad Atene in epoca precedente, ma oscurata nella memoria degli storici da quella maggiormente devastante del 430 a.C., oppure entrambe potevano essere state create precedentemente, ma riconsacrate nel 430 a.C. per l'occasione.
Le opere attribuite a Ageladas sono note solo tramite fonti letterarie e monete. La fonte letteraria antica che ci permette di situare cronologicamente l'attività di Ageladas di Argo è Pausania; egli ricorda le statue bronzee di alcuni vincitori a Olimpia negli ultimi due decenni del VI secolo a.C.; un altro punto di riferimento, sempre in Pausania, è l'attribuzione ad Ageladas del donario bronzeo dei Tarantini a Delfi, eseguito certamente prima del 474 a.C. (Paus., X, 10.6); infine egli lo dice contemporaneo di Onata di Egina (con il quale collabora per un secondo donario commissionato dai Tarantini) e di Hegias di Atene (VIII, 42.10).
Oltre alle statue per gli atleti olimpici Ageladas realizzò statue di dei e eroi mitologici; un vago riflesso di due opere tarde di Ageladas ci giunge forse attraverso le riproduzioni sulle monete; la statua di culto detta Zeus Ithomaios eseguita per i Messeni profughi a Naupatto (Paus., iv, 33, 2), che deve essere datata intorno al 456 a.C., venne riprodotta su una moneta di Messene, mentre il gruppo bronzeo con Zeus e Eracle visto da Pausania a Aigio (Paus., VII, 24.4) fu forse usato per l'immagine sulle monete locali.
Viene soprannominato il maestro dei maestri poiché tradizionalmente, seguendo fonti letterarie in questo caso non sempre veritiere, si ritiene che dalla sua scuola siano usciti i maestri della generazione successiva: Fidia, Mirone e Policleto. Sono frequenti tra gli storici i dubbi relativi alla possibilità che Fidia fosse allievo di Ageladas mentre si tende ad accettare il discepolato per le altre due figure. Senza dubbio Ageladas fu autore importante e fu il capostipite di una scuola di bronzisti che dovette scendere fino a Policleto. Suo discendente diretto e allievo potrebbe essere l'Argeiadas di cui si legge la firma e il patronimico su una base trovata a Olimpia e databile all'inizio del V secolo a.C.
Lo storico dell'arte Paolo Moreno ha avanzato l'ipotesi che gli autori dei Bronzi di Riace fossero Ageladas e Alcamene.